# Papusfiliatie
De Papusfiliatie in het Martinisme geeft de filiatie of inwijdingslijn weer tussen Louis-Claude de Saint-Martin en Papus. 
De filiatie verloopt als volgt:
1. Louis-Claude de Saint-Martin
2. Jean-Antoine Chaptal
3. Henri Delaage
4. Gérard Encausse, die meestal het pseudoniem Papus gebruikt.

In 1888 hebben Papus en Augustin Chaboseau elkaars initiaties uitgewisseld, waardoor van allebei de regulariteit niet meer kan worden betwist. Uit de kruising van deze twee inwijdingslijnen, nl. de Papusfiliatie en de Chaboseaufiliatie, is de Eerste Martinistische opperraad gegroeid.  